# Pleasurekraft
Pleasurekraft er en Electronica-duo fra USA. Pleasurekraft består af Kaveh Soroush & Charles Gudagafva.